# Andrey Horbach
Andrey Horbach (tiếng Belarus: Андрэй Горбач; tiếng Nga: Андрей Горбач; sinh 20 tháng 5 năm 1985) là một cầu thủ bóng đá Belarus. Tính đến năm 2017, anh thi đấu cho Neman Grodno.